# サツマノミダマシ
サツマノミダマシ（薩摩の実騙し、Neoscona scylloides ）は、クモ目コガネグモ科ヒメオニグモ属のクモの一種。中型のオニグモ類で、鮮やかな黄緑色で目立つ。ただしとてもよく似た近縁種もある。
和名は、その姿がハゼノキの果実に似ており、これが京都府や福井県の一部で「サツマの実」と呼ばれることから名付けられた。
属名 Neoscona はギリシャ語の neo （紡ぐ）と schoinos （葦） を合わせたもの、種名の scylloides は scylla （スキュラ（原義）またはヤマシロオニグモの学名）にギリシャ語の接尾辞 ～oides（～に似た） を付けたもの。

## 分布
日本（本州から八重山諸島まで）、韓国、中国、台湾に分布する。

## 形態
体長は雌成虫で8-11mm、この類としては中型である。頭胸部はやや縦長で褐色を帯び、歩脚は全体に褐色を帯び、各節の末端は濃くなる。歩脚の体に近い部分は緑っぽくなることもある。腹部は卵形で前方がやや幅広いが、角張ることはない。全体に鮮やかな黄緑色で、前方両側側面に黄色い帯状の斑紋が出る。
雄は体長約8-9mm、形態や各部の色は雌に似ているが、腹部が小さく、足が細長い。また、褐色がやや濃い傾向がある。

## 生態
平地から山地にかけて、日当たりのよい草地や森林までさまざまな場所で見られる。ある程度の高さのところにあまり大きくない垂直円網を張る。夜間はその網の中心にいるが、昼間は網の片隅の枠糸の端の葉の上などに止まっているのが見られる。危険が迫るとジャンプして逃げることがある。年一回発生で成熟は6-8月ころ。

## 近似種
極めてよく似たものに同属のワキグロサツマノミダマシ (N. mellotteei (Simon)) があり、外形も色彩も極めて似ている。外見的な違いは腹部下面が褐色をしている点である。サツマノミダマシでは腹部前方側面の黄色い斑紋から下も緑色であるのに対し、ワキグロでは黄色の部分から下は褐色である。脇黒の名はここによる。また、頭胸部や歩脚もやや褐色が濃い。習性等もよく似ており、生息環境も似ていて、同じ場所で両種を見ることが普通である。分布の上では、ワキグロは北海道にも生息している点が異なる。

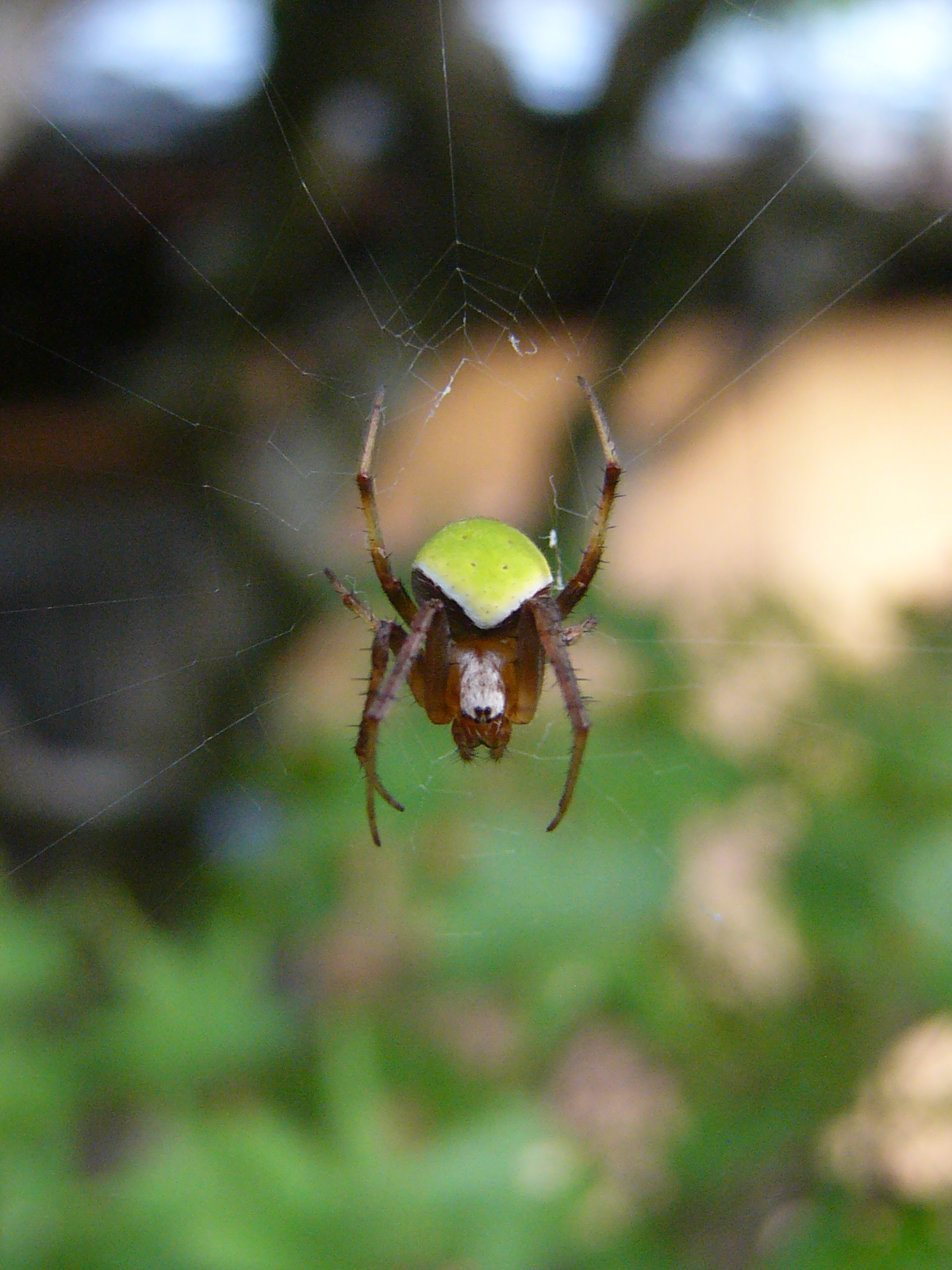
ワキグロサツマノミダマシ

他に緑色のオニグモ類としてはアオオニグモが普通種だが、腹部の色は薄くてむしろ青みがかっており、混同することはない。ハラビロミドリオニグモは黄緑色だが小型で腹部の幅が広く光沢があり、希少種で普通に見られるものではない。

## トリビア
- ゲド戦記の原作者として知られるアーシュラ・K・ル＝グウィンは、絵本 『いちばん美しいクモの巣』の中で、本種サツマノミダマシを一番美しい巣を作るクモとして紹介している。